# Golfe de Bohai
Pour les articles homonymes, voir Bohai.
Ne doit pas être confondu avec Baie de Bohai.
Le golfe de Bohai ou mer de Bohai (chinois : 渤海 ; pinyin : Bóhǎi), anciennement golfe de Pé-Tché-Li ou golfe de Pétchili (chinois : 北直隶 ; pinyin : Běizhílì), d'après l'ancien nom de la province du Hebei, est un golfe de la mer Jaune,. Avec la baie de Liaodong, il forme un espace maritime 
d'environ 78 000 km2 baignant une partie de la côte septentrionale de la Chine.

## Localisation
Communiquant par le détroit de Bohai avec la mer Jaune située à l'est et dont il est une partie, le golfe de Bohaï est délimité au sud par la péninsule du Shandong.
Il est limitrophe au nord du  golfe du Liaodong, une autre division de la mer Jaune mais indépendante du Bo Hai. Il est bordé à l'est par une petite partie de la péninsule du Liaodong qui le sépare du golfe de Corée. Il comporte deux baies : la baie de Bohai à l'ouest et celle de Laizhou au sud.
Il borde les provinces chinoises de Shandong, de Hebei, du Liaoning, et de la municipalité de Tianjin, ainsi que les port de Tianjin. et Qinhuangdao. Il reçoit les eaux du fleuve Jaune (fleuve Jaune). C'est de plus la partie de la mer Jaune la plus proche de Pékin.
On y a découvert du gaz et du pétrole.
Il existe un projet de tunnel ferroviaire sous le golfe de Bohai, au niveau du détroit, entre Dalian au Liaoning et Yantai au Shandong. D'une longueur prévue de 123 kilomètres, celui-ci deviendrait s'il était réalisé de loin le plus long tunnel du monde.

## Histoire
- En 598, la flotte de la dynastie Sui, envoyée par l'empereur Wendi contre le Koguryo (actuelle Corée), et commandée par l'amiral Zhou Luohou, qui a subi des tempêtes meurtrières, rencontre la flotte coréenne commandée par l'amiral Gang Isik qui la détruit. On estime que la flotte chinoise a perdu dans ce conflit 90 % de ses navires.

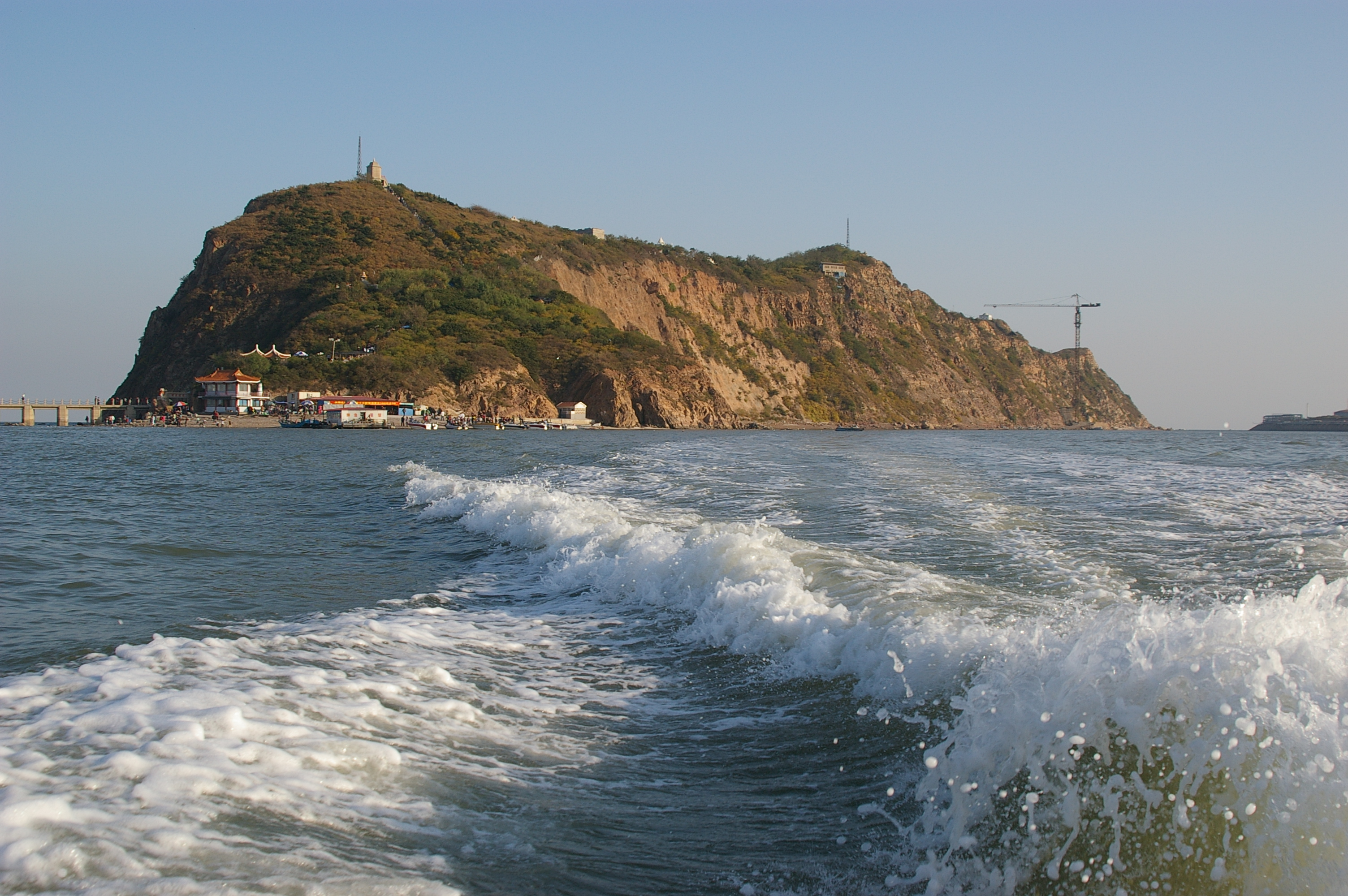
Vue de Bijia depuis la mer de Bohai.

- La prise des forts du Peï-Ho  (en anglais : Battle of Taku Forts) est une bataille menée par les troupes britanniques et françaises pendant l'expédition franco-anglaise en Chine (seconde guerre de l'opium), en août 1860. Elle leur a permis de prendre Tianjin puis la capitale Pékin et d'infliger une défaite à l'Empire Qing[4]. C'est lors de cette expédition punitive, que les Européens pillent, brûlent et détruisent le jardin de l'Ancien palais d'été, créé un siècle auparavant.

- La seconde bataille des forts de Taku (ou Dagu) est une bataille qui eut lieu en Chine à l'époque de la révolte des Boxers (1900-1901). Elle eut lieu à Taku à l'embouchure du fleuve Peiho (Hai He), dans la nuit du 16 au 17 juin 1900 et la matinée du 17 juin 1900, entre les forces chinoises tenant les forts de Taku et les forces navales de l'Alliance des puissances européennes et du Japon.